# James Brendan Connolly
James Brendan Bennet »Jamie« Connolly, ameriški atlet, * 28. november 1868, Boston, Massachusetts, ZDA, † 20. januar 1957, Brookline, Massachusetts.
Connolly je nastopil na poletnih olimpijskih igrah v letih 1896 v Atenah in 1900 v Parizu. Na igrah leta 1896 je zmagal v troskoku, prvi disciplini katere finale je bil na sporedu, in tako postal prvi olimpijski prvak moderne dobe in prvi olimpijski prvak po več kot 1500 letih. Osvojil je še srebrno medaljo v skoku v višino in bronasto v skoku v daljino leta 1896 ter srebrno medaljo v troskoku na igrah leta 1900. Nastopil je tudi na s strani Mednarodnega olimpijskega komiteja nepriznanih Poletnih olimpijskih igrah 1906, kjer pa v troskoku in skoku v daljino ni dosegel veljavnega skoka.